# Tanlouka
Tanlouka est une commune rurale située dans le département de Boudry de la province du Ganzourgou dans la région du Plateau-Central au Burkina Faso.

## Géographie
Le village est situé à environ 7 km au sud-ouest du chef-lieu Boudry. Il est limitrophe des villages de Yaïka au nord, Tanwaka et Tallé au sud-est.
Tanlouka veut dire « terre haute ou haute colline » en langue mooré. Le village se subdivise en huit quartiers principaux que sont : Saambin, Natenga, Toulgomdé, Noontenga, Bannonguin, Bagzam, Baonguin et une partie de Boalin.

## Santé et éducation
Le centre de soins le plus proche de Tanlouka est le centre de santé et de promotion sociale (CSPS) de Tanwaka tandis que le centre médical avec antenne chirurgicale (CMA) le plus proche se trouve à Zorgho.